# Kettwig

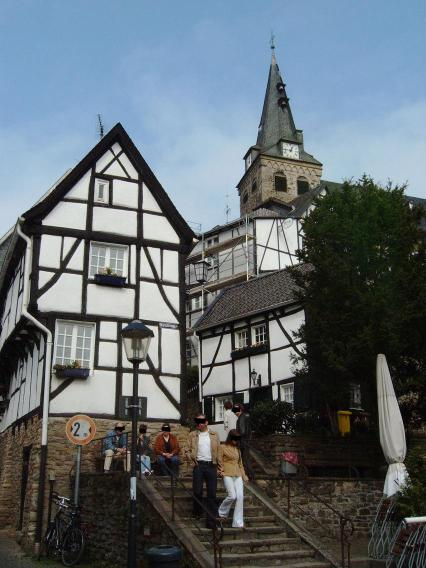
Kettwig - Le Centre avec l'Église

Kettwig est le plus grand quartier de la ville d'Essen, en Allemagne, qui compte 17 893 habitants au 30 juin 2017, pour une superficie de 15 km2. 
La vieille ville est le centre du quartier. Le village fait partie de l'l'abbaye de Werden jusqu'à 1803 et après, il a fait partie du grand-duché de Berg. 